# Lotte Andersen
Lotte Merete Andersen (Rødovre (Denemarken), 18 maart 1963) is een Deens actrice.

## Carrière
Anderson begon op twintigjarige leeftijd met acteren in de musical Sort Hvid (Zwart-Wit), hierna speelde zij nog in ongeveer dertig musicals.
Anderson begon in 1986 met acteren voor televisie in de televisieserie Ung-TV, waarna zij nog meerdere rollen speelde in televisieseries en films. Anderson werd twee keer genomineerd voor een Bodil prijs, in 2005 in de categorie Beste Actrice in de film Oh Happy Day en in 2013 in de categorie Beste Actrice in een Bijrol in de film Undskyld jeg forstyrrer.

## Filmografie

### Films
Uitgezonderd korte films.
- 2023: Meter i sekundet - als Forstanderinden
- 2022: Kagefabrikken - als Lægen Niebur
- 2018: Ditte & Louise - als Gritt
- 2016: Flaskepost fra P - als Mia
- 2012: Undskyld jeg forstyrrer - als Mor
- 2007: Daisy Diamond - als instructrice
- 2005: Solkongen - als Grethe
- 2004: Min søsters børn i Ægypten - als Irene Flinth
- 2004: Oh Happy Day - als Hannah
- 2003: Se til venstre, der er en svensker - als Mette
- 2002: Min søsters børn i sneen - als Fru Flinth
- 2002: Ulvepigen Tinke - als Louise
- 2002: Okay - als Janni
- 2001: En kort en lang - als Læge
- 2001: Den serbiske dansker - als Caroline Holmberg
- 2001: Min søsters børn - als Fru Flinth
- 1999: Dybt vand - als Hannah Bern-Jensen
- 1998: I Wonder Who's Kissing You Now - als Katja
- 1994: Nattevagten - als Lotte

### Televisieseries
Uitgezonderd eenmalige gastrollen.
- 2020-2025: The Sommerdahl Murders - als Hanegaard - 46 afl.
- 2021: Kometernes jul - als Mette - 22 afl.
- 2021: Sygeplejeskolen - als Søster Elisabeth - 6 afl.
- 2018-2021: Friheden - als Jacqueline - 16 afl.
- 2020: Grethes jul - als Bibbi - 4 afl.
- 2020: Når støvet har lagt sig - als Stina - 7 afl.
- 2013: The Bridge - als Bodil Brandstrup - 8 afl.
- 2012-2013: Rita - als Jette Dyrehave - 7 afl.
- 2009-2012: Forbrydelsen - als Ruth Hedeby - 13 afl.
- 2008-2009: 2900 Happiness - als Isabel - 28 afl.
- 2008: Album - als Margrethe Olufsen - 4 afl.
- 2005: Jul i Valhal - als Hel - 4 afl.
- 2002: Hvor svært kan det være - als Louise Holm - 10 afl.
- 2000: Edderkoppen - als Lillian Olsen - 5 afl.
- 1997: Strisser på Samsø - als Mor - 2 afl.
- 1995: Juletestamentet - als Sus - 24 afl.

- Bibsys: 98016026
- Gemeinsame Normdatei: 116501307X
- Library of Congress Control Number: no2009077970
- MusicBrainz: 7a7178b7-0816-4628-bb04-cedbc3c0692a
- Système universitaire de documentation: 237891131
- Virtual International Authority File: 303635709